# Waltersdorf, Schönefeld
Waltersdorf är en ort och kommundel (Ortsteil) i Schönefelds kommun i Landkreis Dahme-Spreewald, Brandenburg, Tyskland. Orten var fram till 2003 en självständig kommun innan den uppgick i Schönefelds kommun. Waltersdorf ligger omedelbart sydost om Berlins stadsgräns, öster om Berlin-Schönefelds flygplats. Motorvägarna A113 och A117 möts i Waltersdorf. Centralt i kommundelen ligger den gamla byn Waltersdorf och externhandelsområdet Airport-Center Waltersdorf, som byggts sedan Tysklands återförening. Bland annat finns här ett Ikea-varuhus.